# Pablo Maffeo Becerra
Pablo Carmine Maffeo Becerra (Sant Joan Despí, Catalunya, 12 de juliol de 1997) és un futbolista professional català que juga com a defensa pel RCD Mallorca.

## Trajectòria

### RCD Espanyol B
La seva carrera la va començar al FC Levante Las Planas. El 2003 va arribar al Reial Club Esportiu Espanyol, on va realitzar tots els processos de divisions menors.
El 7 d'abril de 2013 va fer el seu debut amb l'Espanyol B substituint Canari davant del Club Esportiu Constància, en la jornada 36 de la Temporada 2012/13, disputada a la Ciutat Esportiva Dani Jarque de Barcelona. El partit va finalitzar 1 a 0 a favor de l'Espanyol.

### Manchester City FC
El 3 de juliol de 2013, va ser traspassat al Manchester City juntament amb el seu company Manu García. Fou assignat inicialment a l'equip Sub-18 dels citizens, on es va mantenir per dues temporades.
El 29 d'agost de 2015, Maffeo va ser convocat per l'entrenador del primer equip Manuel Pellegrini durant un partit de Premier League contra el Watford, però no va ser utilitzat en aquell partit que va finalitzar amb victòria de 2 a 0. Posteriorment apareixeria a la banqueta en unes quantes ocasions, a més de tenir aparicions constants en la Lliga Juvenil de la UEFA.
Va fer el seu debut oficial el 24 d'agost de 2016, sota les ordres de Pep Guardiola, en un partit contra l'Steaua de Bucarest corresponent a la Lliga de Campions de la UEFA 2016-17

### Girona FC
El 13 de gener de 2016, es va unir en qualitat de préstec per sis mesos al Girona C. F. de la Segona Divisió espanyola, després de ser renovat el seu contracte amb els Citizens per 3 temporades més. Va fer el seu debut com a professional el 7 de febrer, substituint Borja García en un empat d'1 a 1 a casa contra el Gimnàstic de Tarragona.
El 27 de desembre de 2016, es va anunciar que Maffeo es tornaria cedit al Girona fins al final de la la temporada. El 15 d'abril de 2017, va ser expulsat en el temps de descompte de l'empat 3-3 fora de casa amb el CD Tenerife. Va aportar un gol en 14 partits en la temporada del primer ascens a La Lliga.
Maffeo va acceptar una tercer cessió a l'Estadi Montilivi el 31 de juliol de 2017. Va debutar a la competició el 19 d'agost, començant com a titular en un empat 2-2 a casa contra l'Atlètic de Madrid.
Quan Maffeo va jugar contra el FC Barcelona, va marcar Lionel Messi de manera excel·lent. Això va fer que aquest últim nomenés el primer com l'oponent més dur amb qui s'havia enfrontat mai.

### VfB Stuttgart
El 14 de maig de 2018 es fa oficial el seu fitxatge per l'VfB Stuttgart per 5 temporades, desvinculant-se d'aquesta manera del Manchester City, i l'acord entrà en vigor l'1 de juliol. La seva primera aparició a la Bundesliga va tenir lloc el 26 d'agost, en una derrota a domicili per 1-0 davant l'1. FSV Mainz 05 on va comptar amb els 90 minuts complets.
Maffeo va ser cedit de nou a Girona el 20 de juny de 2019. El 8 de setembre de 2020, es va incorporar a la SD Huesca també amb un contracte temporal però amb l'opció de fer el trasllat permanent. Va marcar el seu primer gol a la primera divisió espanyola cinc dies després, en un empat 1-1 amb el Vila-real CF.

### Mallorca
El 7 de juliol de 2021, Maffeo es va incorporar al RCD Mallorca cedita per la temporada. El 29 de juny de 2022, va acordar amb el club un contracte indefinit de quatre anys.

## Selecció estatal
Ha estat internacional amb la selecció de futbol sub-17 d'Espanya en 3 ocasions.

## Palmarès

### Campionats estatals
| Títol            | Club               | País       | Any     |
| ---------------- | ------------------ | ---------- | ------- |
| Copa de la Lliga | Manchester City FC | Anglaterra | 2015-16 |

## Altres
Maffeo a part de la seva carrera futbolista també ha protagonitzat alguns anuncis de publicitat, com per exemple l'anunci de Colacao de l'agost de 2015 conjuntament amb el seu company malagueny José Pozo.